# Edward Sels
Pour les articles homonymes, voir Sels.
Edward Sels, surnommé Ward Sels, est un coureur cycliste belge, né le 27 août 1941 à Vorselaar. 

## Biographie
Professionnel de 1963 à 1972, il a été deux fois champion de Belgique sur route en 1961 (militaires) et 1964 et deux fois champion de Belgique contre-la-montre des clubs en 1964 et 1967. En cinq participations au Tour de France, il a gagné sept étapes, dont quatre en 1964. Lors de cette édition, il a porté le maillot jaune pendant les deux premiers jours de course. Il a également remporté deux étapes du Tour d'Espagne et une étape du Tour d'Italie, ainsi que Paris-Bruxelles en 1965 et le Tour des Flandres en 1966. Il a fini deuxième de Paris-Roubaix en 1965.

## Palmarès
- 1961
  -  Champion de Belgique militaire sur route
- 1962
  - Bruxelles-Zepperen
  - Tour des Flandres amateurs
  - 7ea étape du Tour de Belgique amateurs
  - 2e de Gand-Wevelgem amateurs
  - 3e du championnat de Belgique sur route amateurs
  - 3e de la Coupe Marcel Indekeu
- 1963
  - Tour des onze villes
  - Bruxelles-Liège
  - Courtrai-Gammerages
  - 2e de la Flèche anversoise
- 1964
  -  Champion de Belgique sur route
  - Champion de Belgique contre-la-montre des clubs
  - 1re et 9e étapes de Paris-Nice
  - 1rea étape du Tour d'Espagne
  - 4e étape du Tour de Luxembourg
  - 1re, 11e, 14e et 19e étapes du Tour de France
  - 2e étape de Paris-Luxembourg
  - 2e du Circuit du Limbourg
  - 2e du Critérium des As
  - 2e du Circuit de Flandre orientale
  - 2e du Grote Prijs Dr. Eugeen Roggeman
  - 3e du championnat de Belgique de l'américaine
  - 3e de Bruxelles-Meulebeke
  - 3e du Circuit de Flandre centrale
  - 4e du Tour des Flandres
  - 8e de Paris-Nice
  - 8e de Milan-San Remo
- 1965
  - 2e étape du Tour de Sardaigne
  - 3e étape du Tour de Belgique
  - Paris-Bruxelles
  - 7e étape du Tour de France
  - Grand Prix Marcel Kint
  - 4e étape de Paris-Luxembourg
  - 2e de Paris-Roubaix
  - 2e du Tour des Flandres
  - 3e du Circuit de la vallée de la Lys
  - 3e de Paris-Luxembourg
  - 3e du Super Prestige Pernod
  - 5e de Gand-Wevelgem
- 1966
  - Grand Prix de la Banque
  - Tour des Flandres
  - 6e et 22ea étapes du Tour de France.
  - Coupe Sels
  - 2e du Tour des onze villes
  - 3e du Circuit du Brabant central
- 1967
  - Champion de Belgique contre-la-montre des clubs
  - 1re, 3e, 4e et 7e étapes du Tour d'Andalousie
  - Tour du Limbourg
  - 5ea étape des Quatre Jours de Dunkerque
  - Flèche anversoise
  - Grand Prix du canton d'Argovie
  - Circuit des frontières
  - 2ea et 5ea étapes du Grand Prix Sul
  - Grote Prijs Dr. Eugeen Roggeman
  - 3e du Circuit Het Volk
  - 3e de Gand-Wevelgem
  - 3e du Grand Prix Marcel Kint
  - 5e de Paris-Roubaix
  - 10e de Bordeaux-Paris
- 1968
  - 4e étape du Tour d'Italie
  - 3ea étape des Quatre Jours de Dunkerque
  - Grand Prix de l'Escaut
  - Coupe Sels
  - 2e du Grand Prix de Saint-Tropez
  - 3e de Kuurne-Bruxelles-Kuurne
  - 3e du Grand Prix de Saint-Raphaël
  - 4e de Milan-San Remo
  - 4e de Paris-Roubaix
- 1969
  - 6e étape du Tour d'Espagne
  - 3e de la Puivelde Koerse
- 1970
  - 3e du Circuit des régions fruitières

## Résultats sur les grands tours

### Tour de France
5 participations
- 1964 : 33e, vainqueur des 1re, 11e, 14e et 19e étapes,  maillot jaune pendant deux jours
- 1965 : abandon (10e étape), vainqueur de la 7e étape
- 1966 : 38e, vainqueur des 6e et 22ea étapes
- 1968 : abandon (3e étape)
- 1970 : abandon (2e étape)

### Tour d'Espagne
3 participations
- 1964 : hors délais (9e étape), vainqueur de la 1rea étape,  maillot jaune pendant une demi-étape
- 1965 : non-partant (10ea étape)
- 1969 : 54e, vainqueur de la 6e étape

### Tour d'Italie
1 participation
- 1968 : abandon, vainqueur de la 4e étape